# Phytomyza burmensis
Phytomyza burmensis este o specie de muște din genul Phytomyza, familia Agromyzidae, descrisă de Zlobin în anul 2002.
Este endemică în Myanmar. Conform Catalogue of Life specia Phytomyza burmensis nu are subspecii cunoscute.